# Carex amicta
Carex amicta är en halvgräsart som beskrevs av Francis M.B. Boott. Carex amicta ingår i släktet starrar, och familjen halvgräs. Inga underarter finns listade i Catalogue of Life.